# 小笠原美都子
小笠原 美都子（おがさわら みつこ、1920年（大正9年）3月25日 - 2019年（令和元年）7月25日）は、日本の歌手。日朝音楽芸術交流会名誉会長。高知県長岡郡大豊町出身。

## 経歴
昭和10年（1935年）、15歳の時に上京し歌を学んだ後、昭和15年（1940年）9月、20歳の時に「花嫁蝋人形」という歌でテイチクレコードよりデビュー。東海林太郎と吹き込んだ「琵琶湖哀歌」は、昭和16年（1941年）4月6日に琵琶湖で起こった第四高等学校漕艇部（現金沢大学）の部員11人の悲惨な遭難事故を悼んで作られた歌である。その年6月にレコードは発売されてヒットし現在でも歌い継がれている。また、同年10月に発表した「十三夜」は戦後、榎本美佐江にカヴァーされた。他に東海林太郎とのデュエット「九段のさくら」等、テイチクで計二百曲ほど吹き込んでいる。
1980年代には日朝音楽芸術交流会会長に就任し、朝鮮民主主義人民共和国（北朝鮮）の国際音楽祭などで活躍するなど、北朝鮮と中国の友好活動でも知られている。北朝鮮国内ではその功績を讃えられ度々表彰されている。2000年には北朝鮮最高人民会議常任委員会から「親善第一級」の勲章を受けた。2014年まで日朝音楽芸術交流会会長を務めた。テレビ東京の『昭和歌謡大全集』にも出演した。2013年2月、堺市のサンスクエア堺の大ホールで、朝鮮学校支援のチャリティーコンサート「歌はわが華」を周囲の支援で開催し、朝鮮語での歌も2曲まじえて6曲を歌った。
2019年7月25日午後0時22分、肺炎のため兵庫県宝塚市の病院で死去。99歳没。同年9月7日、アウィーナ大阪において小笠原美都子を偲ぶ会が開かれた。
現在日朝音楽芸術交流会会長はピアニストの池辺幸惠がひきついでいる。池辺は2012年4月に訪朝し「4月の春国際親善芸術祭典」に参加し、自作の"アリラン変奏曲"の演奏により賞を受賞している。

## 代表曲
- みのる秋（昭和15年11月）
- 伊那のふるさと（昭和16年4月）
- 琵琶湖哀歌（昭和16年6月）共唱：東海林太郎
- 十三夜（昭和16年10月）
- 夢の砂漠（昭和16年11月）
- 若草哀歌（昭和17年7月）
- 九段のさくら（昭和18年3月）共唱：東海林太郎
- アユチャの町（昭和18年5月）
- すみだ川（昭和18年11月※東海林太郎「銀座尾張町」片面）
- 輝く翼（昭和21年）共唱：榎本美佐江
- 名残の月影（昭和22年）
- たけくらべ（昭和23年）
- 恋し鳥（昭和26年）
- みおつくしの鐘（昭和30年）
- 平壌慕情
- 平壌讃歌